# 黄道芳
黄道芳（1936年—），男，四川隆昌人，中国天文爱好者、工程师，曾任湘江机器厂技校教师。其发明的“宇宙星盘” 获全国首届发明展览会发明奖等奖项。